# Rodion Jakovlevitj Malinovskij
Rodion Jakovlevitj Malinovskij (russisk: Родио́н Я́ковлевич Малино́вский, tr. Rodión Jákovlevitj Malinóvskij; født 23. november 1898 i Odessa, Det Russiske Kejserrige, død 31. marts 1967, Moskva, Sovjetunionen) var en sovjetisk marskal, arméchef og forsvarsminister. Han udmærkede sig ved slaget om Stalingrad 1942-1943 og ved de sovjetiske offensiver i Øst- og Centraleuropa fra 1944 til 1945. Forsvarsminister fra 1957 til 1967.

## Karriere
Malinovskij deltog som værnepligtig russisk soldat i 1. verdenskrig. Han deltog også i det russiske ekspeditionskorps, som blev sendt til vestfronten i Frankrig i 1916. Han blev arresteret og blev sendt til Nordafrika for at udføre propaganda blandt sine kammerater, for at de skulle udtræde af krigen. I 1918 vendte Malinovskij tilbage til Rusland for at tilslutte sig Den Røde Hær. Han blev forfremmet til regimentschef under den russiske borgerkrig. Under den spanske borgerkrig var Malinovskij den spanske regerings militære rådgiver.
Efter det tyske angreb på Sovjetunionen fik Malinovskij kommandoen over forskellige afdelinger af forsvaret af Ukraine, inden han i begyndelsen af 1942 fik ledelsen af den stærke 2. gardearmé, som han førte i den sovjetiske offensive fase i slaget om Stalingrad. Derefter havde Malinovskij forskellige chefopgaver ved flere sovjetiske enheder i Ukraine, Rumænien, Ungarn, Østrig og Tjekkoslovakiet.
Efter sejren i Europa deltog Malinovskij i besejringen af den japanske hær i Manchuriet.
Malinovskij var også efter 2. verdenskrig en førende sovjetisk militærperson. Han efterfulgte marshal Georgij Sjukov som Sovjetunionens forsvarsminister. En post som han bevarede til sin død i 1967.